# Koori (Aborigines)
Koori (auch Koorie) ist der Name, mit dem sich die  Aborigines in New South Wales und Victoria selbst bezeichnen, unabhängig davon, zu welchem Stamm der Aborigines sie gehören; es ist der etablierte Begriff für Aborigines in Süd-Ost-Australien.
In manchen Sprachen Süd-Ost-Australiens bedeuten die Wörter  coorie, kory, kuri, kooli, koole „Person“ oder „Menschen“. In den 1960er Jahren setzte sich die Form Koori durch.